# Фани Христова
Фани Иванова Христова е български политик от ГЕРБ. Народен представител от ГЕРБ в XLI народно събрание.

## Биография
Фани Христова е родена на 19 януари 1970 година в град Кърджали. Завършва специалност „Право“ в Бургаски свободен университет.
Фани Христова работи като медицинска сестра в хасковската болница, и Адвокатска колегия Хасково. Била е общински съветник в Хасково. На парламентарните избори в България през 2009 година е водач от листата на ГЕРБ в 29 МИР-Хасково и става народен представител.